# Secretaría del Concejo Municipal de Managua
La Secretaría del Concejo Municipal de Managua es el órgano administrativo y de apoyo técnico del Concejo Municipal de Managua, encargado de coordinar, registrar y dar seguimiento a las sesiones, acuerdos y resoluciones del gobierno municipal. Forma parte de la estructura institucional de la Alcaldía de Managua y actúa como enlace entre los concejales, la ciudadanía y otras dependencias municipales.

## Funciones
Entre sus principales funciones se encuentran:
- Convocar, organizar y documentar las sesiones ordinarias y extraordinarias del Concejo Municipal.
- Redactar, custodiar y archivar las actas, acuerdos y resoluciones emitidas por el Concejo.
- Dar fe pública sobre las decisiones tomadas por el gobierno municipal.
- Coordinar la entrega de informes y propuestas legislativas municipales.
- Facilitar la comunicación entre las bancadas municipales, la Alcaldía de Managua y los ciudadanos.
- Publicar y difundir las ordenanzas municipales aprobadas.

## Importancia institucional
La Secretaría garantiza la legalidad y transparencia del proceso deliberativo del Concejo Municipal, asegurando el cumplimiento de la Ley de Municipios de Nicaragua y los reglamentos internos del gobierno local. Además, es responsable de dar seguimiento a las comisiones permanentes y especiales que se formen dentro del Concejo.